# 2025년 티베트 지진
2025년 티베트 지진(중국어: 2025年西藏定日地震, 티베트어: ༢༠༢༥ ལོའི་བོད་ལྗོངས་ས་ཡོམ།)은 2025년 1월 7일 아침 9시 5분(현지시각, UTC+8)경 중화인민공화국 티베트 자치구 딩르현에서 일어난 규모 Mw7.1의 지진이다.

## 지질학적 환경
인도와 티베트의 경계 지역은 유라시아판과 인도판이 서로 부딪히며 형성된 알프스-히말라야 조산대가 이어진 히말라야산맥에서 가장 지진이 많이 일어난다. 인도판은 약 50 mm/a의 속도로 북쪽으로 이동하여 히말라야산맥에서 수렴하는 유라시아판과 충돌해 티베트고원이 지속적으로 융기하고 있다. 티베트고원 지역에는 북쪽부터 남쪽으로 순차적으로 알틴 타그 단층(Altyn Tagh fault, ATF), 쿤룬-마친 단층, 셴수이허 단층대, 진사장 단층(혹은 Yaziba Fault), 카라코룸 단층대/자리 단층대, 야루창부장 단층대, 히말라야 융기대 등 여러 단층대가 있다. 이러한 지질학적 특성으로 인해 아삼과 티베트 경계 지역인 야루창부장 대협곡 근처의 충돌대는 응력이 집중되고 지각이 불안정하여 큰 규모의 지진이 발생하기 쉽다.
티베트고원은 히말라야산맥을 따라 수렴하고 있는 지각이 점점 두꺼워지면서 매우 고도가 높아진 고원이다. 고원 내 단층은 대부분 주향이동단층 혹은 정단층이다. 고원은 동서 방향으로 뻗어 있으며 이는 남북 방향 단층대, 주향이동단층의 모습, GPS 데이터 등을 통해 입증된다. 티베트에서 발생했던 가장 큰 규모의 지진은 최대 규모 M8.0 혹은 그와 유사한 최대규모를 가진 주향이동단층에서 일어난다. 정단층에서 발생하는 지진은 이보다 규모가 더 작으며 2008년에는 쓰촨성 대지진의 영향으로 고원 곳곳에서 규모 M5.9~7.1의 정단층형 지진 총 5건이 발생했다. 이들 지진은 경사각이 40~50도인 단층에서 일어났으며 진원 깊이는 대략 10~15 km이다. 2010년 《국제 지구물리학 저널》에 발표된 연구에 따르면 지난 43년간 정단층에서 방출된 지진 모멘트의 85%가 고도 5 km 이상의 고원지대에서 일어났다. 이는 정단층 지진이 단층 파열을 유발하는 중력 퍼텐셜 에너지에 의존함을 가리킨다.

## 지진
미국 지질조사국(USGS)에서는 이번 지진의 모멘트 규모를 Mw7.1이라 발표했으며, 중국지진태망은 이번 지진의 표면파 규모가 Ms6.8이라고 발표했다. 이번 지진은 티베트고원의 정단층에서 발생한 지진이다. 발진기구해를 조사한 결과 남북 방향을 축선으로 한 동쪽 혹은 서쪽 방향 경사를 가진 정단층에서 발생했다. 미국 지질조사국에서 단층 파열을 모델링한 결과 북-북동 방향을 축선으로 서-북서 방향을 경사를 가진 단층 혹은 북-북서 방향을 축선으로 하여 동-북동 방향으로 경사를 가진 단층으로 확인되었다. 두 해 모두 최대 흔들림은 약 80 km 길이의 단층대를 따라 발생했으며 최대 단층 깊이는 20 km로 확인되었다. 단층의 최대 미끄러진 폭은 해에 따라 1.6 m 혹은 1.3 m이다. 중국지진태망의 지진학자는 본진이 고원의 일부를 이루고 있는 라싸 암층에서 시작되었다고 보고 있다. 지잘 활동으로 고원 내에서 남북 방향 압축력과 동서 방향 인장력이 동시에 걸렸으며 이 때문에 지진이 발생했다 분석했다.
1월 14일까지 최소 3,614건의 여진이 기록되었다.

## 피해와 영향
지진으로 티베트 자치구에서 최소 126명이 사망하고 338명이 부상을 입었으며 부상자 중 19명이 중상자이다. 하지만 티베트 자치구의 한 관료는 265명이 사망했다고 보고하여 실제 사망자수는 200명이 넘는다고 추정된다. 건물 27,200채 이상이 손상되었고 주택 3,612채가 붕괴되었다. 일부 마을은 80~90% 이상의 주택이 붕괴되었다.
1월 8일 구조대원은 중국 관료들이 제대로 수치를 제공하지 않아 알려지지 않은 수의 사람이 실종된 상태라고 밝혔다. 다음날 관료들은 남은 실종자들은 붕괴된 집 아래 잔해에서 저체온증으로 사망했을 가능성이 높다고 밝혔다. 딩르현, 라쯔현, 싸자현에 사망자가 집중되었다. 딩리현에서는 주택 1천채 이상이 붕괴되었고 중국 국도 및 지방도 5개 구간이 산사태, 붕괴 및 지반 침하로 끊겼다. 총 5개 현 26개 향진의 206개 마을이 지진 피해를 입었다. 드람소에서는 수도원 붕괴로 인한 수녀 2명을 포함해 100여명 이상이 사망했고 구롱 마을에서는 30명 이상이 사망하고 모든 주택이 파손되었으며 이 중 절반은 심각한 피해를 입었다. 라쯔현에서는 잔해가 거리와 차량을 덮쳤고 호텔이 파손되었다. 피해 지역에서 40개 수도원이 파손되었고 이 중 8곳이 심각한 피해를 입었다. 지진으로 중국이동통신 기지국 170곳 이상에 장애가 발생했으나 9시간 후 모바일 통신 서비스가 복구되었다.
네팔에서는 총 13명이 부상을 입었으며 이 중 바라구에서 11명, 카브레팔란촉구와 카트만두에서 각각 1명이 발생했다. 네팔 전역에서 주택 2채가 파괴되었고 주택 12채와 경찰서 1채가 손상을 입었다. 에베레스트산 베이스캠프 인근에서 네팔 쪽 한 등산가가 지진으로 발생한 산사태를 목격했다. 인도 비하르에서는 사마스티푸르구에서 여러 주택이 피해를 입었다. 부탄에서는 루나나의 산 위에 있는 베충 빙하에서 2건의 산사태가 발생했다.
이번 지진은 남아시아 대부분 지역에서 흔들림이 느껴졌다. 진앙에서 약 400 km 떨어진 카트만두에서는 주민들이 흔들림으로 집 밖으로 도망쳤다. 에베레스트산, 로부체산, 남체바자르산과 부탄 팀부에서는 강한 흔들림이 느껴졌으며 북인도의 비하르주, 아삼주, 서벵골주에서도 강한 진동이 느껴졌다. 방글라데시에서도 다카 및 여러 지역에서 흔들림이 느껴졌다.
1월 13일에는 규모 M4.9와 M5.0 두 차례의 여진으로 딩르현에서 여러 주택이 붕괴되었다.

## 같이 보기
- 중국의 지진 목록
- 네팔의 지진 목록
- 2025년 지진
- 2010년 위수 지진
- 2015년 4월 네팔 지진